# Guido Kern
Guido Kern (* 24. Februar 1961 in Duisburg; † 6. Mai 2021 ebenda) war ein deutscher Schachspieler und -trainer.
Sein erster Verein war der PSV Duisburg, danach wechselte er zum PSV/BSV Wuppertal, mit dem er in der Saison 1994/95 in die Schachbundesliga aufstieg und von 1995 bis 1997 in der 1. Liga spielte. Ab 1997 spielte er beim SV Mülheim-Nord (unter anderem von 2004 bis 2007 in der 1. Bundesliga), seit 2008 spielte er beim SV Dinslaken. Zuletzt spielte er für Turm Krefeld. In belgischen Ligen spielt er für den KSK 47 Eynatten. Mit Eynatten wurde er in den Saisons 2005/06, 2009/10, 2010/11 und 2013/14 belgischer Mannschaftsmeister.
1993 erhielt er den Titel FIDE-Meister, 1996 den Titel Internationaler Meister. Seine höchste Elo-Zahl lag bei 2415 im Juli 1997.
Er war B-Trainer des Deutschen Schachbundes und leitete von 1998 an den Stützpunkt Essen/Mülheim des Schachbundes NRW. Auch bei Turm Krefeld war er Trainer.
Kern starb plötzlich und unerwartet 2021 im Alter von 60 Jahren.

## Veröffentlichungen
- Schachstrategie der Weltklasse – 15 Trainingslektionen zu den Partien von Ulf Andersson. Chessgate, Nettetal 2009, ISBN 978-3-935748-17-9 (gemeinsam mit Jürgen Kaufeld).